# James Foley (fotojornalista)
James Wright Foley (Evanston, 18 de outubro de 1973 — Ar-Raqqah, 19 de agosto de 2014) foi um fotojornalista estadunidense.
Trabalhou para a empresa de notícias estadounidense GlobalPost, até 22 de novembro de 2012, quando foi sequestrado no noroeste da Síria, pelo grupo terrorista Estado Islâmico do Iraque e do Levante (ISIS) quando cobria a Guerra Civil da Síria criticando as forças anti-Assad da oposição do país.
Em agosto de 2014, foi decapitado em uma execução filmada por representantes da ISIS. O autor era um homem que ficou conhecido como "Jihadista John". Foley foi o primeiro cidadão norte-americano a ser executado por este grupo terrorista.